# Друге вторгнення на острови Гілберта
Друге вторгнення на острови Гілберта — події часів Другої світової війни, пов'язані із розширенням японського контролю над островами Гілберта.
У грудні 1941-го японські сили відвідали кілька атолів у північній частині островів Гілберта й організували базу гідролітаків на атолі Бутарітарі, який у присвяченій тихоокеанським кампаніям літературі більше відомий як Макін — за назвою розташованого поряд острова. Це дозволяло розширити радіус розвідувальних операцій та, як наслідок, покращити захист баз у Мікронезії. 17—18 серпня американці здійснили диверсійний рейд проти Макіну, під час якого знищили дві третини невеликого гарнізону й підірвали склад авіаційного пального. Це підштовхнуло японців до облаштування більш надійного контролю над архіпелагом (а також до оволодіння островами Науру та Оушен).
Перш за все на Макін оперативно перекинули бойові групи, сформовані в 62-му та 61-му охоронних загонах, які базувались на Маршаллових островах на атолах Джалуїт та Кваджалейн відповідно (доставку групи з Джалуїту виконав переобладнаний канонерський човен Дайдо-Мару). 21 серпня на Макін прибув з Труку есмінці «Сігуре» та «Сірацую», а 30 серпня сюди на судні Шотоку-Мару (Shotoku Maru) доставили роту зі складу 5-ї особливої військово-морської бази з Сайпану (Маріанські острови).
31 серпня наявних на Макіні бійців 62-го загону завантажили на Дайдо-Мару та Каторі-Мару (Katori Maru), які 2 вересня під прикриттям есмінця «Сігуре» увійшли через південний та західний проходи до лагуни атолу Абемама, розташованого за три сотні кілометрів на південний схід від Макіну. Під час операції у грудні 1941-го японці не навідувались сюди, тому на Абемамі досі перебували неозброєні новозеландські спостерігачі. Вони переховувались тиждень, проте у підсумку були схоплені.
Тим часом на Джалуїт з Японії прибув 6-й батальйон морської піхоти ВМБ Йокосука. У грудні 1941-го японці двічі побували на атолі Тарава (за 160 кілометрів на південь від Макіна), проте тоді не стали залишати тут гарнізон. Тепер же саме Тараву обрали для облаштування головної бази в архіпелазі, на якій повинні були спорудити аеродром та звести потужні укріплення (в листопаді 1943-го при наступі американців на острови Гілберта за Тараву відбулась важка триденна битва). 13 вересня 6-й батальйон полишив Джалуїт та 15 вересня прибув на Тараву. При цьому дещо раніше, 11 — 12 вересня, виділена зі складу цього ж батальйону бойова група відбула з Джалуїту на суднах Ікута-Мару (Ikuta Maru) та Каторі-Мару і 13 — 14 вересня прибула на атол Макін. Дещо менша бойова група 6-го батальйону була 16 вересня відіслана з Тарави для несення служби на Абемамі. Після цього розміщених на Макіні та Абемамі військовослужбовців зі складу 5-ї особливої ВМБ та 62-го охоронного загону перевели на острови Науру та Оушен відповідно.
У другій половині вересня японці провели операцію по виявленню ворожих спостерігачів у південній частині архіпелагу, для чого виділили один взвод 6-го батальйону. Частина його 24 вересня завантажилась на Каторі-Мару, котре попрямувало на південь у супроводі есмінця Юдзукі. 26 вересня вони висадились на атолі Беру (понад чотири сотні кілометрів на південний схід від Тарави), де зруйнували радіостанцію. Тут японці одразу не виявили спостерігачів, проте попередили, що повернуться за ними через тиждень, після чого з огляду на можливі репресії проти острів'ян два новозеландці здались у полон 3 жовтня, коли сюди прибув Дайдо-Мару. 27 вересня Каторі-Мару доправило десантну групу на атол Тамана, де узяли в полон трьох спостерігачів. Операція по виявленню спостерігачів тривала до 2 жовтня, при цьому, окрім названих вище містин, японці на Дайдо-Мару побували на атолах Maiana (25 – 26 вересня), Ноноуті (27 вересня) та острові Курія (29 вересня). Всього під час другої операції в архіпелазі узяли в полон 17 неозброєних новозеландських спостерігачів та 5 осіб європейського походження. Всіх захоплених японці вивезли на Тараву, де через кілька тижнів стратили.
Очистивши південну частину архіпелагу від спостерігачів, японці полишили її. На момент вирішального наступу союзників у листопаді 1943-го їх гарнізони перебували тільки на Тараві, Макіні та Абемамі.